# Ashton C. Shallenberger

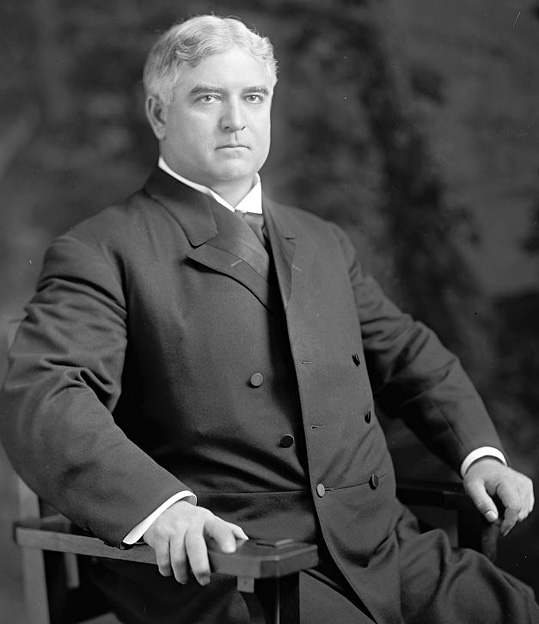
Ashton Shallenberger

Ashton Cokayne Shallenberger (* 23. Dezember 1862 in Toulon, Stark County, Illinois; † 22. Februar 1938 in Franklin, Nebraska) war ein US-amerikanischer Politiker und zwischen 1909 und 1911 der 16. Gouverneur des Bundesstaates Nebraska.

## Frühe Jahre und politischer Aufstieg
Ashton Shallenberger besuchte die örtlichen Schulen seiner Heimat in Illinois. Danach studierte er an der University of Illinois in Urbana. Im Jahr 1881 zog er nach Osceola im Polk County in Nebraska. Dort arbeitete er als Angestellter, Bankier und Viehzüchter.
Shallenberger war Mitglied der Demokratischen Partei. Zwischen 1901 und 1903 war er Abgeordneter im US-Repräsentantenhaus in Washington. 1906 bewarb er sich erfolglos um das Amt des Gouverneurs von Nebraska. Er unterlag bei den Wahlen dieses Jahres dem Republikaner George L. Sheldon. Zwei Jahre später kam es erneut zu diesem Duell und dieses Mal gewann Shallenberger.

## Gouverneur von Nebraska
Shallenbergers zweijährige Amtszeit begann am 7. Januar 1909. In dieser Zeit wurde ein Gesetz verabschiedet, das die Öffnung und den Ausschank von alkoholischen Getränken in Wirtschaften vor Einbruch der Dämmerung regelte (Daylight Saloon Law). Auch die Wahlvorschriften für US-Senatoren wurden geändert. Von nun ab sollten die Senatoren vom Volk und nicht mehr vom Staatsparlament ernannt werden. Im Jahr 1913 wurde das per US-Verfassungszusatz allgemeines Recht in allen Teilen der USA. 1910 bewarb sich Shallenberger erfolglos um eine zweite Amtszeit.

## Weiterer Lebensweg
Nach dem Ende seiner Amtszeit als Gouverneur folgte noch eine lange Karriere im US-Repräsentantenhaus. Zwischen 1915 und 1935 war er mit einigen Unterbrechungen dort als Abgeordneter tätig. Dazwischen und nach dem Ende seiner Zeit im Kongress war er nach wie vor im Bankgeschäft und als Viehzüchter aktiv. Ashton Shallenberger starb am 22. Februar 1938 und wurde in Alma in Nebraska begraben. Er war mit Eliza Zilg verheiratet, mit der er drei Kinder hatte.